# آکاسیای استریکتا
آکاسیا استریکتا (نام علمی: Acacia emarginata) نام یک گونه از سرده آکاسیا است.